# 1913 في المكسيك
فيما يلي قوائم الأحداث التي وقعت خلال عام 1913 في المكسيك.

## سياسة

### تعيين في المنصب
- 19 فبراير – فيكتوريانو ويرتا رئيس المكسيك.

### انتهاء فترة المنصب
- 19 فبراير – فرانسيسكو ماديرو رئيس المكسيك.

## مواليد

### يونيو
- 21 يونيو – كيد أزتيكا ملاكم مكسيكي.

## وفيات

### يناير
- 1 يناير – باسكوال أورثكو (مواليد 1859) عسكري مكسيكي.

### فبراير
- 22 فبراير – فرانسيسكو ماديرو (مواليد 1873)[1]